# Fernando José Areán
 Fernando Areán  (Buenos Aires, 16 de febrero de 1942 - Ciudad de Mendoza, 3 de julio de 2011) fue un futbolista, ayudante de campo y director técnico argentino.

## Trayectoria

### Como futbolista
El Nano, como los hinchas le decían, se inició en San Lorenzo de Almagro donde debuta y  juega 45 partidos y convierte 10 goles. Su posición fue de centrodelantero pero como jugador fue un "9" mentiroso, que organizaba desde atrás y llegaba con toques con el Bambino Veira. Integró aquel famoso equipo de "Los Carasucias", aquel grupo de jóvenes que revolucionaron al fútbol argentino en la década del 60 por su técnica, su desparapajo y su alegría para manifestarse dentro del campo de juego junto a talentos como el Bambino Veira, el Loco Narciso Horacio Doval, el Manco Victorio Francisco Casa, el Oveja Roberto Marcelo Telch, y tantos recordados valores de aquel fabuloso equipo. Luego prosigue su trayectoria en Banfield donde juega 23 partidos y logra 7 goles.
Para 1967, Millonarios de Colombia había contratado a Néstor Raúl Rossi en calidad de entrenador para el año en curso. Con el nuevo técnico habían llegado Juan Carlos Valentino, Emilio Melón, Eduardo Cassi, Juan Carlos Grudzein y Roberto Carrasco. El único que se destacó fue Valentino, por lo que la Junta Directiva le solicitó al técnico un nuevo viaje a Buenos Aires para buscar más jugadores. Rossi regresó con Miguel Ángel Frattini, Óscar Roberto Villano, José María Ferrero, Enrique ‘Nene’ Fernández y Fernando José Areán.
Debutaron frente a Santa Fe el 19 de marzo de 1967, en un duro partido que terminó empatado 1-1. 
Con Areán y compañía, el equipo ’embajador’ cambió radicalmente, ascendió en la tabla y consiguió el subcampeonato. Entre Ferrero y Areán conformaron una temible dupla atacante que logró más de la mitad de los tantos del equipo, con 60 dianas en la temporada, 38 el primero (fue goleador del torneo) y 22 de Arean. Infortunadamente no todas las cosas fueron color de rosa: Areán, así como Enrique Fernández, dejaron de jugar varios partidos importantes, sosteniendo que la Junta Directiva no les había cumplido los pagos pactados inicialmente y, por esta misma razón, tomó un vuelo de regreso a su país en 1968, para militar nuevamente con Banfield. Sin embargo, sufrió una dura lesión que lo marginó casi toda la temporada y lo llevó a pensar en el retiro definitivo del fútbol.
La Junta Directiva de Millonarios insistió en su regreso y lo consiguió a principios de 1969, reapareciendo en Armenia frente al Quindío (0-0). Areán recomendó además la contratación de Amadeo Carrizo, quien había quedado libre en River. Aquel año no actuó de delantero, sino como volante de armado y en ocasiones como volante central, pero otra lesión en un partido contra Pereira (noviembre 9) lo marginó de la final del campeonato.
En 1970 pasó al América de Cali para reforzar a los ‘diablos rojos’ en la Copa Libertadores, donde enfrentaron a Deportivo Cali, Olimpia y Guaraní de Paraguay, Rangers y Universidad de Chile: jugó 10 partidos y logró tres goles. Después regresó por poco tiempo a Millonarios y apareció en 1971 con el Cúcuta Deportivo, donde disputó ocho partidos.
Al final de su carrera ofrecimientos para jugar en Grecia, pero el deseo de construir su casa en Buenos Aires lo retuvo y decidió terminar su etapa profesional con los colores del club Comunicaciones en las temporadas 72 y 73.
En Colombia dejó un gran recuerdo por su fuerza, su eficaz gambeta y su calidad de crack.

### Como ayudante de campo
Como ayudante de campo trabajó junto al Héctor Veira en clubes como San Lorenzo de Almagro y River Plate.

### Director técnico
Como director técnico trabajó en clubes como Argentinos Juniors, San Lorenzo de Almagro donde consigue una clasificación a la Copa Libertadores y Deportivo Español. Su última labor referida fue la de darle soporte al Gallego Méndez durante la dirección técnica de San Lorenzo de Almagro.

## Clubes

### Como futbolista
| Club                    | País      | Año         |
| ----------------------- | --------- | ----------- |
| San Lorenzo de Almagro  | Argentina | 1964 - 1965 |
| Banfield                | Argentina | 1966        |
| Millonarios Fútbol Club | Colombia  | 1967 - 1970 |
| América de Cali         | Colombia  | 1970        |
| Cúcuta Deportivo        | Colombia  | 1971        |

### Como ayudante de campo
| Club                   | País      | Año         |
| ---------------------- | --------- | ----------- |
| River Plate            | Argentina | 1985 - 1987 |
| San Lorenzo de Almagro | Argentina | 1991 - 1992 |

### Como director técnico
| Club                         | País      | Año         |
| ---------------------------- | --------- | ----------- |
| River Plate                  | Argentina | 1987        |
| Argentinos Juniors           | Argentina | 1990 - 1991 |
| San Lorenzo de Almagro       | Argentina | 1991 - 1992 |
| Club Atlético Belgrano       | Argentina | 1992 - 1993 |
| Deportivo Español            | Argentina | 1994        |
| Club Atlético Talleres       | Argentina | 1994        |
| Club Atlético Chaco For Ever | Argentina | 1997        |
| Club Olimpo                  | Argentina | 1997        |